# سيمون كراوس
سيمون كراوس (بالفرنسية: Simon Krauss)‏ هو منافس ألعاب قوى فرنسي، ولد في 12 فبراير 1992 في أورليان في فرنسا.

## وصلات خارجية
- سيمون كراوس على موقع الاتحاد الدولي لألعاب القوى (الإنجليزية)
- سيمون كراوس على موقع الدوري الماسي (الإنجليزية)